# Phillip Stanhope Worsley
Philip Stanhope Worsley (12 de agosto de 1835 - 8 de mayo de 1866) fue un poeta inglés.
Era hijo del reverendo Charles Worsley, y fue educado en la Highgate School y el  Corpus Christi College de Oxford, donde ganó el Premio Newdigate en 1857 con un poema titulado El Templo de Jano. En 1861, publicó una traducción de la Odisea, seguido en 1865 por una traducción de los doce primeros libros de la Ilíada. En ambos casos, empleó la estrofa de Edmund Spenser.
En 1863 apareció un tomo de Poemas y Traducciones. Su traducción inacabada de La Ilíada fue terminada tras su muerte por John Conington.
- Datos: Q7184418